# Zespół słabości
Zespół słabości (zespół kruchości, zespół wątłości, zespół wyczerpania rezerw, ang. frailty syndrome) – zespół kliniczny, który jest stanem występowania zmniejszonej rezerwy czynnościowej i braku odporności na czynniki stresogenne, związany z kumulowaniem się obniżonej wydolności różnych układów narządów. Charakteryzuje się zmniejszoną odpornością na czynniki stresogenne (stres w rozumieniu fizjologicznym), zmniejszeniem rezerwy adaptacyjnej i fizjologicznej (tj. pracą narządów na granicy wydolności), zaburzeniami endokrynologicznymi i zaburzeniem działania układu immunologicznego. 
Zespół słabości związany jest z przewlekłym procesem zapalnym (podwyższony poziom monocytów i neutrofili) o nieustalonej przyczynie, który ma negatywny wpływ na układ sercowo-naczyniowy, dokrewny, mięśniowo-szkieletowy i krwiotwórczy, powodując zmniejszenie masy mięśniowej, spadek aktywności, anemię, choroby sercowo-naczyniowe i zaburzenia odżywiania. Charakteryzuje się zaburzeniem funkcjonowania wielu narządów, prowadzącym do zmniejszenia się fizjologicznych rezerw, wzrostu chorobowości i umieralności osób w wieku starczym.
Zespołu słabości nie należy mylić z niepełnosprawnością lub wielochorobowością, ponieważ pojedyncze schorzenia lub wielochorobowość powodują uszkodzenie układów fizjologicznych, zaś zespół słabości jest subklinicznym osłabieniem systemów fizjologicznych. Tymczasem niepełnosprawność (lub śmierć) może być konsekwencją powyższych, gdy nastąpi zaburzenie homeostazy. Równocześnie niesprawność może cechować się stabilnym stanem funkcjonalnym organizmu.
Pojęcie stosunkowo krótko obecne w literaturze, dotychczas brak konsensusu w sprawie definicji i kryteriów rozpoznania zespołu słabości. Obecnie często stosowana jest definicja Lindy P. Fried
Z uwagi na fakt starzenia się społeczeństwa w krajach rozwiniętych i tym samym rosnące znaczenie wielkich zespołów geriatrycznych w praktyce medycznej, zagadnienie zespołu słabości cieszy się coraz większym zainteresowaniem lekarzy oraz naukowców prowadzących badania naukowe w zakresie podstawowych nauk medycznych, a także chorób wewnętrznych, diabetologii, kardiologii, angiologii, pulmonologii oraz nauk pokrewnych.
Zespół badaczy ze Śląskiego Uniwersytetu Medycznego w Katowicach oraz Szpitala Specjalistycznego nr 2 w Bytomiu (Grzegorz K. Jakubiak i wsp.) opisał związek zespołu słabości z chorobą tętnic obwodowych w zakresie kończyn dolnych u chorych z cukrzycą. Z jednej strony przewlekłe niedokrwienie kończyn dolnych może predysponować do rozwoju zespołu słabości, z drugiej zaś obecność zespołu słabości może wpływać na rokowanie u chorych z chorobą tętnic obwodowych.

## Diagnostyka
Głównym wyznacznikiem do zdiagnozowania zespołu słabości jest zmniejszenie odporności na czynniki stresowe, przez co następuje wyczerpanie rezerw czynnościowych, które prowadzi do słabości.
Zespół słabości stwierdza się w przypadku wystąpienia przynajmniej 3 z 5 czynników:
- subiektywne odczucie osłabienia słabości lub zmęczenia,
- uczucie zmęczenia,
- spadek masy ciała (co najmniej 5 kg w ciągu roku),
- spowolnienie chodu,
- mała aktywność fizyczna.

## Epidemiologia
Szacuje się, że zespół słabości dotyka w Polsce około 6,7% osób starszych, w tym ponad 30% wśród osób w wieku 75–80 lat i 50% wśród osób powyżej 80. roku życia. Na terenie Stanów Zjednoczonych dotyka średnio 9,5% populacji osób starszych, z wiekiem odsetek ten wzrasta z 3,9% (65–74 r.ż.) do 25% (85. i powyżej r.ż.). W Europie średnio 17% (od 5,8% w Szwajcarii do 27% w Hiszpanii).